# Днестърски лиман
Днестърският лиман е разположен на естуара на река Днестър при нейното вливане в Черно море, югозападно от Одеса. Предишното име на Днестровския лиман е Овидиево езеро.
Лиманът се вдава в сушата в посока от югоизток към северозапад. Има дължина 41 km и ширина от 4 до 12 км при средна дълбочина 2,6 м. През зимата Днестърският лиман замръзва.
В североизточната му част се намира тесният Караголски залив. От Черно море заливът е отделен чрез пясъчната коса Бугаз, в чиято южна част има водна връзка с морето. По тясната ивица преминава железопътна линия, свързваща Одеса с Белгород Днестровски и с целия регион Буджак (Рени, Измаил и др.), съставляващ най-южната част на Одеска област.
До железопътната спирка Бугаз при село Каролино-Бугаз е курортното селище от градски тип Затока. На лимана са разположени също пристанищата на Белгород Днестровски и Овидиопол.